# Colorful
Cet article concerne le manga de Torajirō Kishi et ses adaptations. Pour le film d'animation japonais de Keiichi Hara, voir Colorful (film).
Colorful (カラフル, Karafuru) est un manga ecchi de Torajirō Kishi.
Il fut adapté en une série d'animation de 16 épisodes de 7 minutes chacun  en 1999.
Colorful montre les manies perverses de quelques jeunes japonais de façon burlesque.

## Résumé
Sont dépeints des hommes en complète extase devant une petite culotte portée par une belle jeune femme, un autre qui est dans l’impossibilité de retenir son érection devant une jolie vendeuse lui raccommodant le pantalon, des jeunes étudiants à l'université de Tokyo en complète extase devant la jolie et pulpeuse professeur d’anglais leur apprenant les intonations de l’alphabet anglais avec une façon bien à elle, l’entraîneur de la sportive Yamamoto qui perd son sang-froid devant cette jeune femme qui confie à celui-ci qu’elle a certaines parties de son corps qui n’ont pas bronzé et un magasinier qui est complètement séduit par les sous-vêtements de sa collègue.

## Personnages

### Personnages récurrents
- Hirokawa et Itani sont nouveaux à l'université de Tokyo, ils viennent tout juste d'intégrer cette université. Ce sont tous les deux de jeunes étudiants et ils aiment assister à ces coups de vents furtifs qui font virevolter les jupes des filles. Ces deux personnages adorent tout particulièrement les cours d'anglais pour une très bonne raison, leur professeur est une jeune femme très sexy qui insiste tout particulièrement sur la prononciation des lettres de l'alphabet anglais. De plus, celle-ci le fait d'une façon plus que sensuelle rendant ces deux étudiants complètement fous… de joie. Hirokawa partage son appartement avec trois autres personnes.
- Aki Yamamoto est une belle jeune femme, mais surtout une femme sportive. C'est une des meilleures sportives de son école.
- Steve est un étudiant américain en échange universitaire avec l'université de Tokyo, il étudie le cinéma et la photographie. Il utilise ses talents universitaires pour assouvir ses plaisirs voyeuristes. Il adore prendre des photos de sous-vêtements féminins.
- Kariya est un homme avec des lunettes de soleil qui vole des objets de gens pas soupçonnés.
- Shimoi Chino est la reporter de l'émission Psychic Pot, qui a pour but dans la vie de s’asseoir à côté de Barbara Walters dans l'émission The View.

### Personnages secondaires
- Fumihiko Tachiki est l'entraineur de Yamamoto, il s'occupe d'elle au niveau sportif mais fantasme également dessus. C'est ainsi qu'on assiste à de nombreuses scènes où l'on voit cet entraîneur fantasmer tout seul en s'exclamant parfois « Yamamoto! », par exemple lorsque Yamamoto lui explique qu'elle a certains endroits sur son corps qui ne sont pas bronzés.
- Miho Yamada surnommée Mademoiselle ou Space Alien.
- Urara Takano surnommée Pamela.
- Jamie, un ami afro-américain de Steve, il n’apparaît que dans l'épisode 13, il vient rendre visite une seule fois à son ami Steve et s'étonne de l'omniprésence du sexe au Japon.

## Anime

### Fiche technique
- Genre : Ecchi
- Durée : 16 x 7 min : 112 min
- Année de production : 1999
- Produit par : TBS
- Studio : Shueisha

### Équipe technique
- Histoire originale : Torajirō Kishi
- Producteur : Yoshiyuki Ochiai et Tetsuo Gensho
- Directeur : Ryutaro Kishida
- Character designer : Takahiro Kishida
- Storyboard : Ryutaro Nakamura / Toru Yoshida
- Directeur artistique : Yukio Abe
- Directeur d'animation : Shojiro Abe
- Musique: Moka

### Doublage
- Hirokawa : Nobutoshi Hayashi
- Itani : Yasuhiko Kawazu
- Kariya : Taiki Nakamura
- Fumihiko Tachiki : Fumihiko Tachild
- Urara Takano (Pamela) : Urara Takano
- Shimoi : Neena Kumagai
- Steve : Yūichi Nagashima